# Вечесловы
Вечесловы (Вечеславлевы) —  древний русский дворянский род.
Имеет две ветви:
1. Потомки Василия Ильича Вечеслова с внуками Иваном, Саввой и Семёном Артемьевичами, испомещенными (1578). и записана в VI часть дворянских родословных книг Владимирской, Московской[1], Рязанской[2] и Ярославской губерний[3];
2. Потомки  Ждана (Елизария) Андреевича Вечеслова, служившего по Суздалю и испомещённого (1630), с сыновьями Иваном и Фёдором. Этой ветви Герольдия в древнем дворянстве отказала.

## История рода
Матвей Ульянович владел в XV столетии поместьем в Шелонской пятине. Игнатий Тимофеевич дьяк Новинского монастыря (1560). Андрей Ильич городовой приказчик в Коломне (1577).
В последней четверти XVI и в XVII столетиях Вечесловы владели поместьями и вотчинами в Каширском и Коломенском уездах.
Московский дворянин Савва Артемьевич пожалован вотчинами (1673) и за Чигиринскую службу (1685), с братом Семёном владели поместьями в Ряжском уезде.
Одиннадцать представителей рода владели населёнными имениями (1699).

## Описание гербов

### Герб Вечесловых 1785 г.
В Гербовнике Анисима Титовича Князева 1785 года имеется изображение печати с гербом Аврама Петровича Вечеслова: щит имеющий квадратную форму и золотое поле, разделён крестообразно на четыре части. В первой и четвёртой частях, изображены голубые лапчатые кресты. Во второй и третьей частях, белые орлы с распростёртыми крыльями. Щит увенчан дворянской короной, из которой выходит намёт. Между щитом и короной розовое сердце. По бокам короны зелёные птицы, головами наружу.

### Герб. Часть VI. № 30
Щит разделён на четыре части, из них в первой и четвёртой частях, в голубом поле, изображено по одному золотому кресту. Во второй и третьей частях в золотом поле находятся два чёрные орла с распростёртыми крыльями, держащие в лапах шпагу.
Щит увенчан дворянскими шлемом и короной. Нашлемник: две ветви, крестообразно проходящие сквозь красное сердце. Намёт на щите голубой, подложенный золотом. Щитодержатели: два чёрные орла.

## Известные представители
Ветви рода: Снетковы. Бурцевы. Менгдены. Кузнецовы.
- Вечеслов Ждан Андреевич — рязанский помещик, женат на Домне Макаровне Гурьевой, потомство его внесено в родословные книги Ярославской и Московской губерний.
- Вечеслов Фёдор Жданович — коломенский городовой дворянин (1627).
- Вечеслов Иван Жданович — суздальский городской дворянин (1629), московский дворянин (1658).
- Вечесловы: Семён Иванович и Савва Артемьевич — московские дворяне (1678-1692).
- Вечесловы: Яков Иванович и Антон Савич — стольники (1689-1692).
- Вечесловы: Фёдор, Михаил и Давид Семёновичи — стряпчие (1692).
- Вечесловы: Фёдор Фёдорович и Вонифантий Фёдорович — московские дворяне (1692)[6].

- Вечеслов, Василий Петрович[7] (ок. 1770) — скорее всего, принадлежал к первой ветви, идущей от Василия Ильича Вечеслова с внуками.
  - Жена — Евгения Васильевна Вечеслова, урождённая Лайон[8] (Jane Lyon) (1771 - 1842) — шотландка по происхождению, дочь лепного мастера Уильяма Лайона (1748-1800), приглашённого в Россию Екатериной II (совместно с сыновьями Джеймсом и Джорджем принимал участие в создании Царскосельских памятников), первая няня и воспитательница Николая I — отличалась необычайной твердостью и смелостью характера, и будущий государь называл её «Моя няня-львица», замужем (с 1803)[9].
  - Дети — 
    - Евгения Васильевна Бурцева (Вечеслова), мл. (1808 - 1901); Муж — Бурцев, Николай Алексеевич; их дочь — Бурцева, Зинаида Николаевна (28 марта 1835, Новгород - 12 мая 1910), была замужем за Г. Менгденом и имела 5 детей.
    - Вечеслова, Мария Васильевна (ок. 1810 - ?)
- Вечеслов, Михаил (ок. 1800)
- Вечеслов, Михаил Михайлович, ст. (ок. 1833 - 19 марта 1909, Санкт-Петербург; Смоленское кладбище) — выпускник Пажеского корпуса, потомственный офицер, полковник[10].  Жена — Вечеслова (Федченко?), Ольга Захаровна.
- Вечеслов, Михаил Михайлович, мл. (23 марта 1875 — 12 февраля 1943?) — потомственный офицер[11].  
  - Жена — Евгения Петровна Снеткова-Вечеслова (22 февраля 1882 — 16 ноября 1961) — корифейка балета Императорского Мариинского театра, с 1920-х до конца 1960-х годов — преподаватель младших классов в Ленинградском Хореографическом училище им А. Я. Вагановой.  
    - Её предки:
      - Адель Снеткова (урождённая Фидлер) — учила нотной грамоте и игре на рояле юного Игоря Стравинского.
      - Снеткова, Феодосия Александровна (по мужу Перфильева, по сцене Снеткова 3-я или Фанни Снеткова (1838 — 13 февраля 1929) — драматическая актриса, актриса Александринского театра, первая петербургская исполнительница роли Катерины в пьесе «Гроза» А. Н. Островского (премьера пьесы прошла в Москве).
      - Снетков, Пётр Никонович — известный альтист оркестра Мариинского театра.
- Вечеслов, Захарий Михайлович (1878 - 5 декабря 1957) — oфицер, полковник (с 1916), в эмиграции в Югославии, в США (после 1945)[12]
- Вечеслова, Татьяна Михайловна (25 февраля 1910 года, Петербург — 11 июня 1991 года, там же) — балерина, педагог.